# Alouatta palliata mexicana
L'aluatta dal mantello messicana (Alouatta palliata mexicana Merriam, 1902) è una sottospecie dell'aluatta dal mantello (Alouatta palliata.
Vive in Messico meridionale ed in Guatemala, dov'è simpatrica con l'aluatta del Guatemala (Alouatta pigra). In alcune parti del Guatemala, è possibile che i territori di A. palliata mexicana e di A. palliata palliata si sovrappongano in qualche misura, ma questo non è stato ancora provato scientificamente.
Differisce dalle altre sottospecie per la morfologia del cranio e per la colorazione più chiara del manto: le setole che vanno a formare il mantello hanno colore giallastro.
La sottospecie ha sofferto di un rapido declino a causa di un'epidemia di febbre gialla, che combinata con la sistematica riduzione del suo areale a causa del disboscamento ed alla caccia di frodo per ricavarne bushmeat decimò la specie, rischiando di causarne l'estinzione. Con la fine dell'epidemia, pare che la sottospecie si sia ristabilita numericamente e che anzi il numero di esemplari sia in crescita.